# Uwe Lammla
Uwe Lammla (* 21. Januar 1961 in Neustadt an der Orla; † 16. März 2024 ebenda) war ein deutscher Dichter und Verleger.

## Leben
Lammla besuchte die Spezialklassen für Chemie der Technischen Hochschule Leuna-Merseburg, wo er 1979 das Abitur ablegte. Seine Freunde und Jahrgangsgenossen dort waren unter anderem Dirk Donath und Michael Schindhelm. Nach dem Wehrdienst absolvierte er eine Buchhändlerlehre in Leipzig und erlangte 1983 seinen Gesellenbrief als Buchhändler. Lammla arbeitete in der Volksbuchhandlung Pößneck. Er reiste 1984 in die Bundesrepublik aus. Er lebte in München, studierte Philosophie und arbeitete als Buchhändler, u. a. in der Museumsbuchhandlung des Deutschen Museums. Während seiner Bemühungen um die Herausgabe des dichterischen und essayistischen Werkes von Rolf Schilling gründete er 1986 den Arnshaugk-Verlag, benannt nach jenem Stadtteil seines Geburtsortes, in dem sein Elternhaus stand. 1995 gründete er eine wissenschaftliche Buchhandlung in München. Im Jahr 2009 zog er mit Verlag und Versandbuchhandlung zurück in seinen Geburtsort, wo er 2024 starb.

## Dichtung
Neben Joachim Werneburg war Lammla der wichtigste Protagonist des von Rolf Schilling 1981 ausgerufenen Dichterkreises „Holdes Reich“. Aus Anlass einer Ausstellung des Literaturhauses Berlin schrieb der Rezensent des Tagesspiegels zu diesem Freundeskreis: „Tief in der teutonischen Mythenwelt, also sternenweit entfernt von jeder DDR-Realität, wurde in dieser elitären Veranstaltung an einer „Traum- und Gegenwelt zum herrschenden Verfall“ gebastelt. Man korrespondierte mit Ernst Jünger und Fritz Usinger, betrieb Nietzsche- und George-Kult. Gerade Unternehmen wie das „Holde Reich“ zeigen, dass die klandestine Literaturproduktion in der DDR noch lange nicht hinreichend bekannt ist.“ Später löste sich Lammla zunehmend von seinem früheren Vorbild und fand zu einem eigenen literarischen Ausdruck. Ab 2008 entstanden neben den Gedichten auch Essays, Erzählungen und Versdramen, die überwiegend im eigenen Verlag publiziert wurden. Lammla war Mitglied des Freien Deutschen Autorenverbands und ab 2014 Vorsitzender des Arbeitskreises für deutsche Dichtung.

## Verlagstätigkeit
Im Zusammenhang mit dessen Ausreise aus der DDR nahm Rolf Schilling Uwe Lammla das Versprechen ab, sich in Westdeutschland für eine Veröffentlichung seines Werks einzusetzen. Die vergebliche Suche nach einem Verlag ließ Lammla 1986 schließlich selbst zum Verlagsgründer werden. Die ersten sieben Bände der Schilling-Ausgabe des Arnshaugk-Verlags wurden 1990 beim jährlichen Treffen der Dichterfreunde an Friedrich Nietzsches Grab in Röcken vorgestellt. Dieses Ereignis wurde in einem Absolventenfilm der Hochschule für Film und Fernsehen Potsdam Babelsberg festgehalten. Neben den dichterischen Werken Lammlas und Schillings publizierte der Arnshaugk-Verlag die Gesamtausgabe der Schriften von Hans-Dietrich Sander sowie Bücher der Autoren Wolf von Aichelburg, Jochen Gartz, Uwe Haubenreißer, Sebastian Hennig, Werner Bräuninger, Wolf Kalz, Adorján Ferenc Kovács, Uwe Nolte, Bernd-Ingo Friedrich, Baal Müller, Boris Preckwitz, Richard Reschika, Jürgen Schwab, Joachim Werneburg, Volkmar Weiss und Karl Wolfskehl. Im Jahr 2015 erwarb Lammla von Baal Müller den Telesma-Verlag mit Veröffentlichungen von Michael Beleites, Reinhard Falter, Alfred Schuler, Gerhard Wehr, Alex Kurtagić und Friedrich Hielscher. Von 2011 bis 2018 erschien auf Initiative des Freien Deutschen Autorenverbands Thüringen jährlich im Arnshaugk-Verlag die Anthologie „Das Lindenblatt – Jahresschrift für Schöne Literatur“.

## Publikationen (Auswahl)
- Uwe Lammla. Gefangener Schwan. Gedichte. (Enthält die Gedichtzyklen Fliederblüten. 1979–1981 und Gefangener Schwan. 1982–1985) Arnshaugk Verlag. München 1991. ISBN 3-926370-11-4
- Uwe Lammla. Weckruf und Mohn. Gedichte. (Enthält die Gedichtzyklen Weckruf und Mohn. 1986–1989 und Der Seerosenritter. 1990–1991) Arnshaugk Verlag. München 1991. ISBN 3-926370-12-2
- Uwe Lammla. Traum von Atlantis. Gedichte. (Enthält die Gedichtzyklen Der Weiße Falter. 1992–1993, Heliodromus. 1993–1994 und Traum von Atlantis. 1994) Arnshaugk Verlag. München 1997. ISBN 3-926370-27-0
- Uwe Lammla. Das Jahr des Heils. Gedichte. Engelsdorfer Verlag. Leipzig 2007. ISBN 978-3-86703-551-4[6]
- Uwe Lammla. Waldeinsamkeit. Nach Bildern von Joachim Karsch. Engelsdorfer Verlag. Leipzig 2008. ISBN 978-3-86901-040-3[7]
- Uwe Lammla. Idäisches Licht. Gedichte mit Zeichnungen und Aquarellen von Serge Mangin. Nachwort von Johannes Nollé. Habelt-Verlag. Bonn 2008 ISBN 978-3-7749-3582-2
- Uwe Lammla. Gedichte in: Dwars, Jens-Fietje (Hg.): Palmbaum. Literarisches Journal für Thüringen. Titelthema: Bibliotheken in Thüringen. Heft 1/2009. 192 S. ISBN 3-931101-48-7
- Uwe Lammla. Unstrutleuchten. Gedichte. Mit Bildern von Sebastian Hennig. Arnshaugk Verlag, Neustadt/Orla 2020. ISBN 3-95930-213-4.